# Sky Radio
Sky Radio è stato un canale interattivo della piattaforma satellitare Sky Italia dal quale si accedeva ad un mosaico comprendente radio (nazionali e regionali). Il canale era presente sul canale 700 di qualsiasi Sky Box.

## Storia
Nato il 15 maggio 2008, Sky Radio era un mosaico interattivo. Sino al 27 giugno 2010 era conosciuto come radio on SKY.
Sky Radio offriva Radio Deejay, m2o, Radio 105, Virgin Radio Italia, Radio Capital, Radio KissKiss, RTL 102.5, R101, Radio Italia, Radio 24, Radio Radicale, RDS e Radio Monte Carlo. Radio Monte Carlo e Radio 105 erano trasmesse in esclusiva per Sky, le altre emittenti sono trasmesse in chiaro dal satellite Hot Bird e via etere in tecnologia DAB. Radio Deejay, m2o e Radio Capital sono inoltre ricevibili in digitale terrestre sul mux Rete A 1.
Nel 2015 e nel 2018 ha subito un restyling grafico, adottando una nuova veste grafica e un nuovo logo, uniformandosi ai canali Sky presenti nel Regno Unito.
Il 13 giugno 2019, in seguito all'incendio nella sede romana di Sky, il canale termina le sue trasmissioni.

## Loghi

10 settembre 2015 - 2 luglio 2018
2 luglio 2018 - 13 giugno 2019

## Servizi radiofonici
| N°   | Nome                     |
| ---- | ------------------------ |
| 739  | Radio Deejay             |
| 740  | Radio Capital            |
| 741  | m2o                      |
| 742  | Radio Monte Carlo        |
| 743  | Radio 105                |
| 744  | Virgin Radio             |
| 745  | RDS                      |
| 746  | Radio Italia             |
| 747  | Radio Kiss Kiss          |
| 748  | R101                     |
| 749  | Radio 24                 |
| 750  | RTL 102.5                |
| 751  | Radiofreccia             |
| 752  | Radio Zeta               |
| 8820 | Rai Radio 1              |
| 8822 | Rai Radio 2              |
| 8824 | Rai Radio 3              |
| 8825 | Rai Radio 1 Sport        |
| 8826 | Rai Radio Classica       |
| 8828 | Rai Radio Tutta Italiana |
| 8829 | No Name Radio            |
| 8830 | Rai Gr Parlamento        |
| 8831 | Rai Radio Kids           |
| 8832 | InBlu                    |
| 8833 | Rai Radio Live           |
| 8834 | Rai Isoradio             |
| 8835 | Rai Radio Techete'       |
| 8836 | Radio Margherita         |
| 8837 | Radio San Marino         |
| 8838 | Radio Italia Anni '60    |
| 8840 | Radio Maria              |
| 8841 | INBLU2000                |
| 8842 | Radio Radicale           |
| 8844 | Radio Sportiva           |
| 8846 | Radio Vaticana Europa    |
| 8856 | Dimensione Suono Roma    |
| 8857 | Dimensione Suono Soft    |
| 8858 | Discoradio               |
| 8859 | RMC Sport                |
| 8860 | RMC 2                    |
| 8864 | Radio Iglesias           |
| 8865 | Radio Number One         |
| 8866 | Radio Onda d'Urto        |
| 8868 | Radio Padre Pio          |
| 8870 | Radio Popolare           |
| 8872 | Radio Radio              |
| 8876 | BBC English (Europe)     |
| 8880 | RFI Francais             |
| 8882 | RSI Rete Uno             |
| 8884 | RSI Rete Due             |
| 8866 | RSI Rete Tre             |
| 8888 | Radio Swiss Classic      |
| 8890 | Radio Swiss Jazz         |
| 8892 | Radio Swiss Pop          |

## Copertura
La maggior parte delle emittenti radiofoniche sintonizzabili con Sky Radio non rappresentavano un'esclusiva per la piattaforma satellitare: sono infatti diffuse in modalità free to air sul satellite, e quindi ascoltabili senza pagare nessun abbonamento. I canali radio che avevano la frequenza satellitare criptata in esclusiva per Sky, erano comunque ricevibili in modulazione di frequenza, anche se la qualità del segnale analogico è assai inferiore a quella del segnale satellitare.
Il segnale satellitare copre il 100% del territorio nazionale, cosa impossibile o difficile con il segnale radio analogico o digitale terrestre.